# عريضة على الإنترنت
عريضة على الإنترنت (أو عريضة إلكترونية) هي شكل من أشكال العرائض التي يتم توقيعها عبر الإنترنت، عادةً من خلال نموذج على موقع ويب. يوقع زوار الموقع على العريضة عبر الإنترنت من خلال تفاصيلهم التي أضافوها، مثل الاسم وعنوان البريد الإلكتروني. غالبًا ما تستخدم عرائض الإنترنت للضغط على صانعي القرار في مجالات مثل حقوق الإنسان أو البيئة.

## الميزات وإساءة الاستخدام
يسهل هذا الشكل من العرائض على الناس التوقيع عليها في أي وقت. تسمح العديد من مواقع الويب لأي شخص قادر على استخدام جهاز موصول بالانترنت الاحتجاج على أي سبب ، مثل التوقف عن بناء أو إغلاق متجر. نظرًا لسهولة إعداد العرائض، يمكن أن تجذب هذه المواقع أسبابًا تافهة ، أو نكاتًا على شكل عريضة.
يمكن إساءة استخدام عرائض الإنترنت إذا لم يستخدم الموقعون أسماء حقيقية ويقلل من شرعيتها. لتلقي توقيعات شرعية، يمكن على سبيل المثال التأكيد عبر البريد الإلكتروني لمنع حشو العرائض بأسماء وعناوين بريد إلكتروني مزيفة. العديد من مواقع العرائض لديها الآن ضمانات لتتناسب مع العرائض المادية.